# Jens Lund (billedhugger)
 Der er flere personer med dette navn, se Jens Lund.
Jens Lund (6. februar 1873 i Videbæk – 30. maj 1946 i København) var en dansk billedhugger og konservator.
Lund var oprindeligt uddannet bygningsmaler og mejerist, men blev senere billedskærer og blev i 1901 uddannet fra Kunstakademiet, hvor han var elev af Wilhelm Bissen og Anders Bundgaard. Han foretog studierejser til bl.a. Paris, Italien, Grækenland og Egypten. Han udstillede på Charlottenborgs Forårsudstilling i 1900 og 1902-1908 samt på Kunstnernes Efterårsudstilling, men fra 1911 udstillede han på Den Frie Udstilling. Fra 1914 arbejdede han som konservator ved Statens Museum for Kunst. 
Hans værker omfattede portrætbuster og skulpturer i granit, sandsten og kalksten. Blandt hans mest kendte værker er de ti folketyper i nationaldragter, der blev udført til at pryde facaden på Københavns Hovedbanegård (1910). 
Han modtog i 1919 og 1920 Eckersberg Medaillen og blev i 1934 slået til Ridder af Dannebrog.
Jens Lund er begravet på Bispebjerg Kirkegård.